# Помпу
Помпу (італ. Pompu, сард. Pompu) — муніципалітет в Італії, у регіоні Сардинія,  провінція Ористано.
Помпу розташоване на відстані близько 400 км на південний захід від Рима, 65 км на північний захід від Кальярі, 27 км на південний схід від Ористано.
Населення — 262 особи (2014).

## Демографія
Населення за роками:

## Сусідні муніципалітети
- Куркурис
- Мазуллас
- Моргонджорі
- Сімала
- Сірис